# 1937年中国
| 中国历史 / 中国历史年表                                                                                                   |
| 世紀： 19世纪中国 / 20世纪中国 / 21世纪中国                                                                               |
| 年代： 1900年代中国 / 1910年代中国 / 1920年代中国 / 1930年代中国 / 1940年代中国 / 1950年代中国大陆 / 1960年代中国大陆     |
| 年份： 1933年中国 / 1934年中国 / 1935年中国 / 1936年中国 / 1937年中国 / 1938年中国 / 1939年中国 / 1940年中国 / 1941年中国 |
| 纪年： 丁丑年（牛年）、中华民国26年                                                                                       |

## 大事記

### 1月
- 1月1日——中國國民黨中央宣傳部發表告同胞、同志書稱，經過西安事變，「實足以證明吾國家之統一基礎，確已穩固；全民族之集體力量，確已形成；吾全國同胞對於國事之關懷及對於本黨領袖之擁護，亦已為世界所共認」；中共中央軍委主席團發出指示稱，西安事變和平解決，紅軍及地方部隊應停止向中央軍及馬鴻逵軍之進攻，並請國軍亦勿再有攻擊行動；毛澤東、周恩來電潘漢年稱，速與陳立夫接洽，中共願與宋子文、孫科、馮玉祥各方面商洽團結一致挽救危局之方法；並告知紅軍已集結訓練，靜待劃定防地，準備抗日，絕無擾亂中央軍及侵入國統區之企圖[1]:5327。
- 1月2日——中共中央政治局召開擴大會議，分析張學良被扣留後之形勢，決定主要方針是力求和平；毛澤東稱，現在「仍是打擊右派，爭取中派」；張聞天闡明中共在目前主要方針「是鞏固內部與動員援助西安，反對內戰」[1]:5328。
- 1月4日——國民政府命令：「張學良所處十年有期徒刑，本刑特予赦免，仍交軍事委員會嚴加管束。」[1]:5329。
- 1月5日——國民政府：令西安綏靖主任楊虎城、甘肅省政府主席兼第五十一軍軍長于學忠，應即一併撤職，仍留原任；令西北剿匪總司令部着即裁撤；特派顧祝同為軍事委員會委員長西安行營主任；令免甘肅綏靖公署主任朱紹良本職；令駐甘綏靖公署着即裁撤；特派王樹常為甘肅綏靖主任；令准陝西省政府主席邵力子辭職；任命孫蔚如為陝西省政府主席[1]:5329。
- 1月6日——毛澤東、張聞天聯名電周恩來、秦邦憲稱，「（甲）目前中心在堅決備戰，拒顧（顧祝同）迎張（張學良）。（乙）顧來則張、楊（楊虎城）兩部全被宰割，紅軍將被迫登山」[1]:5331。
- 1月7日——國民政府公布《提存法》；彭德懷、任弼時、賀龍、左權等率紅軍2萬餘人抵達三原、涇陽、富平一帶[1]:5332。
- 1月8日——國民政府修正公布《訴願法》及《行政訴願法》；行政院電令陝西省政府主席孫蔚如速就職，主持陝西省政[1]:5333。
- 1月9日——蔣介石電復楊虎城，並抄致顧祝同、劉峙二人，強調和平解決軍事、政治善後；蔣由杭州至上海[1]:5334-5335。
- 1月11日——宋美齡電楊虎城稱，「中央非由一人負責」，要楊虎城接受蔣要求，使蔣有說話餘地，才能「徐圖補救，一切主張方能實現，漢卿前途更不成問題」[1]:5336。天津日本華北駐屯軍召開重要會議，決定加強華北特務機關[1]:5337。
- 1月12日——中國國民黨中政會主席汪精衛回國，抵香港發表談話稱：「西安事變善後，楊虎城自應聽命中央。」[1]:5338
- 1月13日——張學良致函楊虎城、于學忠等，稱「請兄速下最大決心，使委座及弟易收束陝、甘之局」[1]:5338。中共中央與中央革命軍事委員會由保安動身遷到延安，同日，中共中央機關自保安（今志丹縣）遷延安[1]:5339。
- 1月14日——汪精衛乘德輪抵上海[1]:5339。
- 1月15日——冀察綏靖公署重新配置河北省防務，平漢鐵路及其沿線由第五十三軍擔任；平漢鐵路以東由第二十九軍擔任[1]:5340。
- 1月16日——國民政府修正公布《黃河水利委員會組織法》[1]:5341。
- 1月18日——德穆楚克棟魯普自稱「蒙古政治委員會主席」，令各旗限期壯丁入伍[1]:5342。
- 1月19日——湖南大學改為國立，教育部任命皮宗石為校長[1]:5343。
- 1月21日——中國人民抗日紅軍大學改名為中國人民抗日軍事政治大學，並舉行開學典禮，毛澤東兼任教育委員會主席與政治委員，林彪任校長，劉任承任副校長[1]:5345。
- 1月22日——蔣介石電楊虎城，要其直接與顧祝同商量善後問題[1]:5345。
- 1月24日——汪精衛與蔣介石在溪口商談外交與內政方針，議定中國國民黨五屆三中全會於2月15日如期舉行[1]:5347。
- 1月27日——中國國民黨候補中央監察委員、第十四軍軍長陳嘉祐在香港逝世[1]:5350。
- 1月28日——菲律賓總統奎松抵達上海，次日離去[1]:5352。
- 1月29日——楊虎城所部開始向渭北三原一帶轉移[1]:5352。

### 2月
- 全國對外貿易是月份入超30餘萬，美國居首，次為日本[1]:5375。
- 2月1日——張學良函勸所部遵照中央命令撤防[1]:5355。
- 2月2日——蔣介石等由溪口至杭州[1]:5356。
- 2月3日——中國國民黨中政會決議，准蔣介石續假兩星期[1]:5356。
- 2月4日——中央軍入駐渭南，推進至臨潼，張、楊部隊陸續後撤[1]:5357。
- 2月5日——東北軍撤出西安[1]:5358。
- 2月6日——周恩來等中共人員退出張學良公館，搬進七賢莊紅軍招待所，留機要科長童小鵬主持紅軍聯絡處[1]:5359。
- 2月7日——鄧寶珊自西安飛抵南京，報告陝西、甘肅狀況與善後辦法，陝局得以圓滿解決[1]:5359。
- 2月8日——國民政府令：撤銷河北、山東、河南三省河務局，另設黃河水利委員會駐各省黃河修防處[1]:5360。
- 2月9日——蔣介石由杭州至上海[1]:5360。
- 2月10日——中國國民黨中常會決定，五屆三中全會本月15日舉行[1]:5361。為實現國共兩黨合作，中共中央致電中國國民黨五屆三中全會，提出停止內戰，一致對外等五項要求，並表示中國共產黨願意實行如下四項保證：停止武力推翻國民政府的方針；工農政府改名為中華民國特區政府，紅軍改名為國民革命軍；特區實行徹底民主制度；停止沒收地主土地的政策，堅決執行抗日統一戰線的綱領[2]:253。
- 2月11日——蔣介石在上海會見杜月笙、張嘯林等[1]:5363。
- 2月13日——宋希濂就任西安警備司令[1]:5363。
- 2月14日——蔣介石由上海返抵南京，出席五屆三中全會[1]:5364。
- 2月15日——西安行營令于學忠代理甘肅綏靖主任[1]:5366。
- 2月17日——國民政府令准蔣介石所請，張學良着予恢復公權[1]:5367。
- 2月18日——蔣介石呈請中國國民黨五屆三中全會，辭去本兼各職；全會決議：一、陝變張學良所提八項主張，不予置理；二、懇切慰留蔣介石[1]:5368。
- 2月19日——何柱國飛返西安，向東北軍傳達張學良意見[1]:5369。
- 2月27日——李濟深決定出洋考察，李宗仁電中國國民黨中央請發給護照[1]:5374。

### 3月
- 3月1日——日華貿易協會日本理事會在東京集會，出席會議者有會長兒玉謙次等人[1]:5377。
- 3月2日——孫蔚如等回西安[1]:5377。
- 3月3日——中國國民黨中政會決議，張群辭去外交部長，王寵惠任外交部長；張群任中政會秘書長兼外交專門委員會主任委員，曾仲鳴任副秘書長[1]:5377。
- 3月4日——蔣介石以禁煙總會總監名義通電全國，要求切實推行禁政，務期如限肅清煙毒[1]:5378。
- 3月5日——行政院兼院長蔣介石面促鐵道部長張嘉璈從速進行鐵路五年計劃[1]:5378。
- 3月8日——外交部長王寵惠到部視事，演說稱：「國家之領土與主權必須保其完整，國際關係必須以平等互惠為基礎的原則下」，對日「循和平路線，力謀友誼之增進」[1]:5380。周恩來、葉劍英與顧祝同、賀衷寒、張沖會談，雙方意見大體一致，由周恩來寫成提案，送蔣最後決定，主要為：一、中國共產黨承認服從三民主義及中國國民黨之領導地位，徹底取消暴動政策及沒收地主土地政策，停止赤化運動，國民政府分批釋放獄中之中共黨員，容許中國共產黨在適當時期內公開；二、取消蘇維埃政府及蘇維埃制度，目前紅軍駐在地區改為陝甘寧行政區，執行國民政府統一法令及民選制度，其行政人員由民選產生，經國民政府任命，經費由行政院與陝西省政府撥款；三、取消紅軍，改編為國民革命軍，服從國民政府軍事委員會及委員長蔣介石統一指揮，其編制人員、給養及補充與中央軍同等待遇，各級官員自行推選呈報軍事委員會任命，政訓工作由軍事委員會派員聯絡，紅軍中之最精壯者改編為3個國防師，計6個旅12個團，另有直屬之工、炮、通信、輜重等部隊，在3個國防師上設置某路軍總指揮部，紅軍地方部隊改編為地方民團或保安隊，紅軍學校辦完本學期後結束；此外，令馬步芳、馬步青部停止在河西走廊對紅軍西路軍進攻[1]:5380-5381。
- 3月11日——蔣介石電令孫蔚如、顧祝同等妥籌陝西災情急賑辦法[1]:5383。
- 3月14日——蔣介石返抵南京[1]:5385。
- 3月19日——中央軍開入蘭州[1]:5387。
- 3月20日——廣東省政府主席黃慕松病逝，3月27日國民政府明令褒揚，4月12日追贈為陸軍上將[1]:5388。
- 3月21日——禁煙總監蔣介石委派14省、市禁煙特派員[1]:5388。
- 3月23日——蔣介石至杭州[1]:5389。
- 3月25日——中國國民黨中常會決議，准蔣介石辭國民政府委員職，以章嘉呼圖克圖為國民政府委員[1]:5390。
- 3月26日——德王在嘉卜寺（化德）成立「察哈爾錫林郭勒盟軍政委員會」，自兼委員長[1]:5392。
- 3月29日——楊虎城、于學忠至杭州謁見蔣介石請示軍政要務；次日蔣介石單獨召見楊虎城，勸其往歐美參觀[1]:5393。
- 3月30日——行政院任命朱紹良為甘肅省政府主席，馮治安、鄧哲熙、章士釗為冀察政務委員會委員，准冀察政務委員李廷玉、王克敏、冷家驥辭職[1]:5393。
- 3月31日——蔣介石召集有關人員研究向歐美等國商洽借款及購買軍火，以備抗日之用；孔祥熙赴歐之行，即負有此項任務[1]:5393-5394。

### 4月
- 東北抗日聯軍李延祿、周保中部聯合作戰，進攻林佳線和林密線總車站林口，焚毁該地；有三條路線交通歷時半月不得通車[1]:5415。
- 4月1日——中國國民黨中常會決議，准蔣介石續假兩月，由外交部長王寵惠代理行政院長[1]:5394。
- 4月2日——楊虎城自上海返抵西安[1]:5396。
- 4月6日——中央陸軍軍官教育長張治中辭職照准，校長蔣介石派陳繼承接任[1]:5399。
- 4月8日——德政府以紅十字「明星」勳章授予何應欽，稱其對促進德中邦交有重要貢獻[1]:5400。
- 4月9日——國民政府特派顧維鈞為出席國際聯盟特別大會代表[1]:5400。
- 4月10日——國民政府特派胡士澤為出席國際聯合會第二十二屆禁煙會議代表[1]:5400。「蒙古軍政會議」在嘉卜寺舉行，日本軍官、顧問、指導等多人及將領等出席，會議決議決不放棄察北六縣，並擬切斷山西、綏遠之聯繫[1]:5401。
- 4月12日——第一軍胡宗南部由陝西調往徐州，負責徐州、蚌埠一帶治安[1]:5402。
- 4月15日——財政部中央造幣廠廠長陳行辭職，席德炳繼任[1]:5404。
- 4月16日——察北軍向綏東推進，德王部抵尚義，穆克登寶部抵商都，包悅卿部抵張北[1]:5404。
- 4月20日——蔣介石由杭州至上海就醫、療養[1]:5407。
- 4月21日——中國農民銀行總行由漢口遷至上海[1]:5408。
- 4月27日——蔣介石在上海接見綏境蒙政委員會委員長沙王（沙克都爾札布）等一行[1]:5412。
- 4月30日——蔣介石由上海抵杭州；並電參謀總長程潛，設計青島及濟南國防工事[1]:5414。

### 5月
- 5月1日——軍事委員會委員長蔣介石電令撤銷西安綏靖公署及第十七軍番號；軍事委員會任命徐海警備司令黃杰兼任隴海東段警備司令，第一軍軍長胡宗南兼津浦南段警備司令[1]:5416。
- 5月4日——軍事委員會任命上官雲相為豫鄂陝邊區綏靖公署主任[1]:5418。
- 5月6日——蔣介石由杭州至上海[1]:5420。
- 5月7日——國民政府明令裁撤西安綏靖公署[1]:5421。
- 5月9日——國民政府主席林森巡視廣東軍政[1]:5422。
- 5月10日——鄭州警備司令曾萬鍾就職；江蘇綏靖公署主任于學忠通電就職，6月13日抵淮陰上任[1]:5422。
- 5月12日——于學忠部第五十一軍自安徽移防江蘇[1]:5424。
- 5月13日——蔣介石電周至柔指示防空設備計劃；另電商震查詢黃河船舶及河南公路修築情形[1]:5424。
- 5月14日——蔣介石指示陳誠籌備廬山暑期訓練事宜[1]:5424。
- 5月16日——東北軍東調後，改編淘汰三分之一[1]:5426。
- 5月17日——國民政府軍事委員會任命德國人法肯豪森為該會軍事總顧問；蔣介石健康恢復，自上海返南京[1]:5426。
- 5月18日——國民政府公布《中華民國憲法草案》，凡八章一四七條[1]:5427。
- 5月20日——蔣介石在南京接見香港巨富何東爵士[1]:5428。
- 5月23日——蔣介石以「中央人員在川氣焰萬丈，令人難堪，（有）種種不法行為」，電告重慶行營代主任賀國光，中央在川人員人員約束行為，不得生事犯法[1]:5430。
- 5月24日——蔣介石抵九江[1]:5431。
- 5月25日——孔祥熙離開英國赴日內瓦[1]:5432。
- 5月26日——孔祥熙特使抵日內瓦參加國際聯盟年會閉幕式[1]:5433。
- 5月27日——蔣介石至廬山指示今年暑期訓練團籌備工作；國民政府令：劉尚清兼安徽省保安司令[1]:5433。
- 5月28日——楊虎城以腿傷未愈留上海，並欲晉見蔣介石；蔣電宋子文，請楊虎城不必謁見，促其早日出國[1]:5434。
- 5月29日——孔祥熙等由日內瓦抵羅馬[1]:5435。
- 5月31日——東北抗日聯軍200餘人，攻襲長城北大川湖鎮，與日偽軍激戰，至6月1日晨開始撤退[1]:5436。

### 6月
- 日本駐上海海軍陸戰隊重行分配：本年春，日本在上海之兵力3,500餘人；5月初，調往華北、華南兩地約800人；至6月初，只有2,600-2,700人；6月15日以後陸續增加；至7月15日，在上海之日軍陸戰隊兵力約3,100-3,200人[1]:5458。
- 6月1日——國民政府授予蔣介石顧問、澳大利亞人端納藍色大綬采玉勳章[1]:5436。
- 6月2日——貴州省政府代主席薛岳宣誓就職；王樹常任豫皖綏靖公署副主任[1]:5437。
- 6月3日——中國國民黨中常會通過以中國國民黨黨歌為中華民國國歌[1]:5438。
- 6月8日——日本參謀本部中國課長永津佐比重報告中國形勢時稱：「蔣介石領導之新生活運動，已轉變為國家軍事總動員運動。」[1]:5442
- 6月9日——國民政府軍事委員會在陝西臨潼驪山蔣介石躱藏處建「蒙難亭」[1]:5442。
- 6月11日——陳誠赴廬山謁見蔣介石[1]:5444。
- 6月14日——孔祥熙離開歐洲赴美國[1]:5445。
- 6月16日——軍事委員會派楊虎城為歐美考察軍事專員[1]:5447。
- 6月17日——蔣介石邀請全國各大學著名教授及各界社會名流在廬山舉行談話會，互相交換政治、經濟、教育及地方情形之意見[1]:5447。
- 6月20日——湖北省政府主席黃紹竑至廬山，任廬山訓練團總隊長[1]:5449。
- 6月21日——孔祥熙由歐洲抵美國訪問，是日抵美國紐約[1]:5450。
- 6月22日——蔣介石兼任廬山暑期訓練團團長，陳誠為教育長[1]:5450。
- 6月25日——孔祥煕與紐約銀行討論中國金融問題，成立初步協定；美國耶魯大學授予孔祥熙法學博士學位[1]:5453。
- 6月28日——行政院長蔣介石電國民政府財政部與國民政府實業部，要求民生有關日用品制定最高與最低標準價格，以防止投機操縱，破壞市場[1]:5455。
- 6月29日——甘肅綏靖公署裁撤[1]:5457。

### 7月
- 7月4日——廬山暑期訓練團第一期學員訓練開始[1]:5461。
- 7月7日——蘆溝橋事變爆發[1]:5464。
- 7月10日——蔣介石密電各行營、綏靖公署及各省、市稱，中、日雙方據報已撤兵，「但日人詭詐，用意莫測，我全國各地方、各部隊仍應切實準備，勿稍疏懈，以防萬一」[1]:5471。
- 7月16日——蔣在廬山對學術界領袖明白宣示全民抗戰之決心[3]:111。
- 7月20日——蔣介石自廬山返抵南京[1]:5506。
- 7月26日——日軍3,000餘人自唐山、榆關等地開赴天津，當晚在天津日租界演習巷戰，全市異常緊張[1]:5521。
- 7月27日——日本政府發表聲明，蔑國軍對日軍攻擊廊坊和廣安門之自衛，並聲稱要消除華軍反抗之根源[1]:5524。
- 7月28日——日軍發動總攻擊，國軍處處被動，犧牲慘重，同日攻陷南苑，國軍將領佟麟閣、趙登禹力戰殉職[3]:111。
- 7月29日——蔣介石在南京召開特別會議，商討政府應變方針，並宣布廬山談話會提出解決蘆溝橋事變四點立場「絕無可變更」，表示將「領導全國，一致奮鬥，為捍衛國家而犧牲到底」[1]:5527。
- 7月30日——蔣介石電令駐守平地泉第三十三軍軍長湯恩伯及第八十四師高桂滋部，迅速向張家口挺進，置有力部隊於平綏鐵路，以威脅日軍側背[1]:5529。國軍撤守天津[3]:111。
- 7月31日——中央銀行、中國銀行、交通銀行、中國農民銀行在上海組成銀行聯合辦事處，蔣介石兼理事會主席，宋子文為副主席[1]:5531。

### 8月
- 蔣介石鑑於敵軍裝備優良，國軍不利陣地作戰，乃擬定一長期作戰方略，利用廣大之空間土地，求得時間上持久之勝利，不重一城一地之得失，而以積小勝成全大局，同時發展敵後武力，使敵軍活動僅限於點線，首尾不能兼顧[3]:112。
- 8月1日——蔣介石令傅作義、湯恩伯、劉汝明部署平綏線防務：綏遠省政府主席傳作義兼第七集團軍總司令，湯恩伯任前敵總指揮，率部自綏遠、山西增援察哈爾，固守南口；察哈爾省政府主席劉汝明為第七集團軍副總司令，守備察哈爾[1]:5532。
- 8月2日——中國國民黨中央午後舉行重要會議，討論對日絕交問題，對時局作出重要決定[1]:5535。
- 8月4日——國軍放棄北平[3]:111。
- 8月6日——軍事委員會令：宋哲元為第一集團軍總司令，負責平漢鐵路北段作戰；馮玉祥為第三戰區司令長官，指揮淞滬戰場作戰；劉峙為第二集團軍總司令，分途返攻天津；蔣介石兼第一戰區司令長官[1]:5540。
- 8月7日——湯恩伯第十三軍於是晨全部到達南口地區，並進入陣地[1]:5543。
- 8月9日——下午5時，日本海軍陸戰隊中尉大山勇夫與士兵齋藤要藏駕駛軍，肆意闖入上海虹橋機場警戒線內，為中國守衛機場之保安隊開槍擊斃，是為「虹橋機場事件」；晚上10時，上海市長俞鴻鈞至日本總領事館交涉，表示對事件殊深遺憾，盼日方力持鎮靜，盡力勿使擴大，循外交途徑以謀圓滿解決，日方同意交由外交途徑解決[1]:5545。南口方面戰事漸趨激烈，日軍炮兵轟擊，第十三軍抵抗[1]:5546。中國共產黨同意與中國國民黨結成抗日統一戰線後，其軍隊被改編為「第八路軍」，成為全中國軍隊之一部分，形式上接受蒋的統一指揮[4]:30。
- 8月10日——日軍5,000餘人在飛機、重炮和坦克掩護下，強攻南口陣地，佔領南口車站，國軍第八十九師退守南口鎮[1]:5547。
- 8月12日——中國國民黨中央執行委員會常務委員會第七十次會議議決，推蔣介石為陸海空軍大元帥；蔣介石下令分配上海國軍戰鬥序列，第九集團軍總司令張治中防衛上海西部右翼，第八集團軍總司令張發奎防衛上海東部左翼[1]:5551。國民政府設立國防最高委員會[3]:111。
- 8月13日——淞滬抗戰爆發；晚，軍事委員會決定向上海日軍發動總攻擊，令第九集團軍總司令張治中「明拂曉攻擊」，「令空軍明日出動轟炸，令海軍封鎖江陰」；日軍突破南口，國軍退守居庸關兩側高地[1]:5553-5554。
- 8月14日——國民政府發表《抗暴自衛聲明書》，宣布「中國之領土主權，已橫受日本之侵略。《國際盟約》、《九國公約》、《非戰公約》，已為日本所破壞無餘」；「中國以維護其領土主領土主權及上述各種條約之尊嚴」，「惟有實行天賦之自衛權以應之」；張治中就任京滬警備司令，並對記者發表談話，表示「事至今日，和平確己完全絕望，犧牲已到最後關頭，不達保我完整領土主權之目的，抗戰誓不休止」；國防最高會議召開第一次會議，決定對日抗戰不採宣戰絕交方式，政府仍在首都南京，不遷都，指派張群為國防最高會議秘書長[1]:5555-5556。中華民國空軍出動轟黃埔江日本海軍旗艦「出雲號」，及其軍事據點[3]:112。
- 8月16日——國防最高會議決，由國民政府授權蔣介石為陸、海、空三軍大元帥，統帥全國陸海空三軍對日作戰，蔣介石以中日尚未宣戰，不宜組織大本營，只擴充軍事委員會編制，設第一至第六6個部及國家總員會設計委員會、後方勤務部、衛生勤務部等，另有管理部；國民政府下達國家總動員令，宣布：「為求我中華民族之永久生存及國家領土主權之完整，對於侵犯我主權領土與企圖毁滅我民族生存之敵國倭寇，決以武力解決之。」[1]:5559。
- 8月17日——晨，國軍第九集團軍在上海發動總攻[1]:5560；立法院通過《總動員法》[1]:5561。
- 8月18日——蔣介石接見是日由廬山至南京之陳誠並囑以三事：一、赴華北向晉、陝將領說明「中央決心與應戰的準備」；二、赴上海視察張治中部作戰，並協助之；三、速厘定戰鬥序列[1]:5562。
- 8月19日——軍事委員會派陳誠為第十五集團軍總司令並第三戰區前敵總指揮；蔣介石囑咐駐蘇聯大使蔣廷黻介紹沈德燮與蘇聯政府洽購飛機[1]:5563。
- 8月20日——蔣介石頒發大本營第一號訓令《戰爭指導方案》，正式確定「以持久戰為基本主旨」，以「空間換取時間」，逐次消耗敵人以轉變形勢，爭取最後勝利；軍事委員會頒布全軍戰鬥序列：軍事委員會委員長兼第一戰區司令長官、第五戰區司令長官、空軍總司令蔣介石，參謀總長程潛，第二戰區司令長官閻錫山，第三戰區司令長官馮玉祥，第四戰區司令長官何應欽，第一預備軍司令長官李宗仁，第二預備軍司令長官劉湘，第三預備軍司令長官龍雲，第四預備軍司令長官何成濬，海軍總司令陳紹寬[1]:5564-5565。
- 8月22日——軍事委員會頒發委任狀，委任朱德為國民革命軍第八路軍總指揮，彭德懷為副總指揮，轄第一一五、一二〇、一二九師3個師[1]:5567。另以林祖涵、張國燾分任「陝甘寧邊區政府」正副主席[3]:121。
- 8月23日——淞滬戰場國軍改取守勢，中央作戰軍總指揮張治中，左翼（江防）作戰軍總指揮陳誠，右翼（浦東）作戰軍總指揮張發奎，同隸第三戰區司令長官馮玉祥[1]:5568。
- 8月25日——中國共產黨公佈「救國十大綱領」[3]:121。
- 8月26日——國軍第十三軍軍長湯恩伯於凌晨1時30分下令南口守軍各部突圍，向桑乾河南岸撤退，南口戰役結束[1]:5572。

### 9月
- 鄧小平奉周恩來派遣，以八路軍政治部和動委會名義赴五台山動員蒲路東，正太鐵路北各縣民眾裝起來發展游擊戰爭[5]:22。
- 9月2日——國民政府任黃紹竑、黃旭初、陳儀、熊式輝為陸軍中將，並特加陸軍上將銜[1]:5582。
- 9月4日——國防會議開會，蔣方震詳細談德國與蘇聯情況[1]:5584。
- 9月5日——蔣介石派北京大學教授胡適赴美國，派軍事學家蔣方震赴德國、意大利，表達中國抗日決心[1]:5585。八路軍總部出師抗日誓師大會在雲陽舉行，鄧小平主持大會[2]:264-265。
- 9月6日——國民政府明令軍事委員會設置軍法執行總監部，命令各軍恪守軍律，「自茲通令以後，無論文、武各級官佐，倘有未奉命令放棄土地，擅離職守，或奉令出發，托故延遲者，概以軍律處以死刑，不稍寬假」；國共兩黨達成協議，中共陝甘寧根據地之蘇維埃政府更名陝甘寧邊區政府，轄陝西、甘肅、寧夏三省23縣，邊區政府設延安，林伯渠任邊區政府主席[1]:5587。
- 9月8日——台灣革命黨宣告與中國一起努力抗戰[1]:5590。
- 9月9日——中國國民黨召開中央政府委員會與中央常務委員會聯席會議，議決在最高國防會議下，設國防參議會，蔣介石任主席，汪精衛任副主席，張群任秘書長；行政院秘書長翁文灝呈請辭職，魏道明繼任行政院秘書長[1]:5590-5591。
- 9月11日——軍事委員會按各戰區戰鬥序列，改第八路軍為第十八集團軍，朱德任集團軍總司令，彭德懷任副總司令，由葉劍英負責在南京組織辦事處；軍事委員會以第一戰區所轄津浦鐵路、平漢鐵路部隊過於龐雜，指揮困難，特劃津浦鐵路北段為第六戰區，任馮玉祥為司令長官，鹿鍾麟為副司令長官，指揮第一集團軍、騎兵第三軍及第六十七軍等部隊[1]:5594-5595。
- 9月12日——軍事委員會軍法執行總監部成立，軍法執行總監唐生智，副總監谷正倫、王懋功[1]:5596。
- 9月13日——軍事委員會委員長蔣介石通令各戰區全體將士，沉着應戰，抗戰到底，摧毁日本侵華野心，以壯烈犧牲達成復興民族之使命[1]:5596。
- 9月14日——陳誠以楊行於本月11日失守，向蔣介石建議「轉移陣地，逐次抵抗」，但蔣介石下令「死守劉行」，為要取得國際認識中國抗戰與同情；軍事委員會參謀次長楊杰與中國國民黨中央執行委員張沖，報告已向蘇聯購買飛機225架，坦克車82輛及其他武器[1]:5598-5599。
- 9月15日——國軍失守上海羅店，軍事委員會調黃杰第八軍所屬稅警總團，自海州徑赴上海參加淞滬會戰[1]:5599。
- 9月18日——陸軍中將劉文輝、楊森特加陸軍上將銜[1]:5602。
- 9月20日——蔣介石電囑楊杰等再向蘇聯增購驅逐機150架、重轟炸機30架，楊杰覆電16架驅逐機已運送回國[1]:5604。
- 9月21日——蔣介石電馮玉祥、顧祝同、張治中、陳誠、張發奎等，調整第三戰區軍隊部署：「（一）司令長官由本委員長兼，副司令長官顧祝同。（二）左翼軍司令陳誠，右翼軍司令張發奎。（三）左翼軍以第九集團軍、第十九集團軍、第十五集團軍組成之。（四）右翼軍以第八集團軍、第十集團軍組成之。（五）第九集團軍總司令張治中，副總司令黃琪翔。第十九集團軍總司令薛岳，副總司令吳奇偉。第十五集團軍總司令陳誠兼，副總司令羅卓英。（六）第八集團軍總司令張發奎，第十集團軍總司令劉建緒。」[1]:5605鄧小平等到達八路軍駐晉辦事處太原成成中學[2]:268。
- 9月22日——中央通訊社發表中共7月提交中國國民黨方面之《中共中央為公布國共合作宣言》，「向全國宣告：（一）孫中山先生的革命的三民主義為今日中國之必需，本黨願為其徹底的實現而奮鬥；（二）與現在中國占領導地位的國民黨推誠相與，共同為對外抗戰對內民主與民生幸福而努力，取消一切推翻國民黨政權的暴動政策及赤化運動，停止以暴力沒收地主土地的政策；（三）取取現有的蘇維埃政府，實行民主政治，以期全國政權之統一；（四）取消紅軍名義及番號，改編為國民革命軍，受中央軍事委員會之統轄，並待命出動，擔任抗戰前線之職責」；國民政府命令：軍事委員會禁煙總會改隸行政院，仍由蔣介石任禁煙總監[1]:5606-5607。
- 9月23日——朱德、任弼時、鄧小平、左權率領八路軍總指揮部駐進五台縣南茹村[5]:22。

### 10月
- 鄧小平、傅鍾、韋國清率八路軍總政治部一部分同志到山西孝義縣，開辟晉西地方工作；鄧召開會議布置擴軍、籌糧籌款和幫助地方建黨建政等，同時派幹部幫助縣犧盟會訓練抗日自衛隊、建立抗日游擊隊，組建「八路軍晉西游擊支隊」，不久從統一戰線大局出發，改名為「犧盟晉西游擊支隊」[5]:22-23。
- 10月1日——軍事委員會在廣州設立西南進出口物資運輸總經理處，對外稱興運公司，主辦國際運輸，11月12日改稱西南運輸公司，曾養甫兼任處長[1]:5619。
- 10月3日——忻口戰役開始[1]:5622。
- 10月4日——軍事委員會委員長蔣介石嚴令前線官兵禁飲生涼之水，以防霍亂與疾病；軍事委員會任命孫連仲代劉峙為第二集團軍總司令[1]:5623-5624。
- 10月9日——軍事委員會任命湯恩伯為第二十軍團軍團長，指揮第十三軍、第五十二軍，並改隸於第一戰區[1]:5630。
- 10月12日——軍事委員會收編江南成立新四軍，人數約1萬人餘，以葉挺、項英為正副軍長，規定在皖南地區作戰[3]:121。
- 10月15日——軍事委員會任第二預備軍司令長官劉湘為第七戰區司令長官；國民政府令：陸軍中將楊杰特加上將銜[1]:5637-5638。
- 10月16日——日軍攻陷包頭[3]:113。
- 10月19日——蔣介石命軍事委員會第一部決定，第六戰區歸併於第一戰區，仍以程潛代戰區司令長官，鹿鍾麟為副司令長官，馮玉祥回南京[1]:5642-5643。
- 10月22日——陸軍中將劉興特加陸軍上將銜[1]:5646。
- 10月26日——第八十八師孫元良部第五二四團謝晉元中校團附與該團第一營營長楊瑞符，率兵一營800人守大陸、鹽業、中南、金城四行倉庫[1]:5651。日軍攻陷金門[3]:115。
- 10月28日——日軍大舉向第八十八師第五二四團孤守之四行倉庫進攻，國軍八百壯士斃日軍80餘名；下午6時30分，第五二四團團附謝晉元宣布：「誓與敵拼死一周，永無遺憾。」；上海各界市民慰問並輸送食品，女童子軍楊惠敏受「八百壯士」精神感召，冒險送國旗於四行倉庫，國軍高懸四行倉庫樓頂，中外人士沿蘇州河圍觀，目睹此莫不感奮[1]:5652-5653。
- 10月29日——第八十八師長孫元良致書閘北四行倉庫守軍稱：「余奉命經營閘北國防軸心，保我疆土，諸同志奮勇却敵，固守二月有半，倭敵終未能越雷池一步，所以保國，幸不後人。近以一發之動，全線西移，本軍亦奉命轉移陣地，而以最後守衛閘北之責，付托我忠勇之諸將士。諸同志能服從命令，死守據點，誓與閘北共存亡。此種堅毅不拔、臨危受命精神，余與全軍將士同致無上之敬意……（諸同志）不吝犧牲，早抱成仁之決心。上役殺敵致困，實開震天動地之史頁。諸同志固守閘北已三日矣，敵之畏葸與我之勇敢，己為舉世所共見，滬上中外人士交口欽佩，民眾奔走援助，咸負如可贖也，人百其身之願。此誠我中華民族之光榮，我中華民國之光榮，亦我國民革命軍之光榮。」[1]:5654
- 10月30日——軍事委員會任命張發奎代朱紹良為淞滬戰場中央作戰軍總司令，劉建緒繼任右翼作戰軍總司令；國軍在新涇鎮以南阻擊日軍，四行倉庫守軍已成孤軍，退入公共租界，全部蘇州河北岸陣地棄守，日軍續向蘇州河南岸攻擊[1]:5655。
- 10月31日——蔣介石採納軍事委員會副參謀總長白崇禧及軍事委員會作戰組長劉斐之建議，下令淞滬前線國軍各部隊向吳福線（吳江至福山）和錫澄線（無鍚至江陰）既設陣；蔣介石嘉獎堅守閘北之第五二四團官兵，通令將該團官兵晉升一級，並呈請政府給與榮譽獎章，命令其放棄閘北最後陣地，撤離四行倉庫，進入公共租界[1]:5656。

### 11月
- 11月3日——太原會戰開始[1]:5659。
- 11月5日——日軍攻陷陽曲，逼攻太原[1]:5662。
- 11月8日——淞滬戰場國軍腹背受離，放棄上海陣地，向蘇州轉進；太原巷戰激烈[1]:5665。毛澤東電告八路軍各將領，太原失守後，華北正規戰爭階段基本結束，游擊戰爭階段開始，將以八路軍為主體，呂梁山是八路軍的主要根據地；中共中央舉行會議，討論特區的選舉與財政，毛澤東不主張實行行政、立法、司法的三權分立制[1]:5665。
- 11月9日——日軍攻陷太原，太原會戰結束；松江失陷，國軍淞滬陣地側面受重大威脅，實行全線撤退[1]:5666。
- 11月11日——蔣介石會見國民政府主席林森，決定遷都重慶[1]:5668。
- 11月12日——日軍攻陷上海[1]:5669。
- 11月13日——軍事委員會委任第三軍團長兼第四十八軍軍長龐炳勳為徐海警備司令，第一六七師師薛蔚英為副司令[1]:5670。
- 11月16日——國防最高會議決議遷都重慶，國民政府主席林森當晚乘艦西上；中國國民黨中央執行委員常務委員會議決：國防最高會議代行中國國民黨中央政治會議職權[1]:5672-5673。
- 11月17日——國民政府令：軍事委員會委員長西安行營主任顧祝同另有任用，免去本職；駐閩綏靖主任蔣鼎文另有任用，免去本職，特派為軍事委員會委員長西安行營主任；特派陳儀兼駐閩綏靖主任；謝晉元、楊瑞符各給予青天白日勳章[1]:5673。
- 11月20日——國民政府發表宣言稱，暴日舉兵西進，逼我首都，挾其暴力，邀我為城下之盟，並鄭重宣告：「國民政府茲為適應戰況，統籌全局，長期抗戰起見，本日移駐重慶。此後將以最廣大之規模，從事更持久之戰鬥。」；國民政府令：湖北省政府主席黃紹竑另有任用，免去本職；特任何成濬為湖北省政府主席；安徽省政府主席劉尚清另有任用免去本職；特任蔣作賓為安徽省政府主席；貴州省政府主席顧祝同另有任用，免去本職；實業部長吳鼎昌特任為貴州省政府主席；實業部次長程天固兼代實業部長；湖南省政府主席何鍵調任內政部長，特任張治中為湖南省政府主席[1]:5675-5676。
- 11月24日——國民政府特派唐生智兼南京衛戍司令長官，負指揮守備南京之責[1]:5679。
- 11月26日——國民政府明令改組江蘇、浙江兩省政府，免去陳果夫江蘇省政府委員兼省政府主席，任命顧祝同為江蘇政府委員兼省政府主席；免去朱家驊浙江省政府委員兼省政府主席，任命黃紹竑為浙江省政府委員兼省政府主席[1]:5682。
- 11月27日——江蘇省政府委員兼民政廳長韓德勤代理江蘇省政府主席，江蘇省政府移駐揚州[1]:5683。
- 11月30日——蔣介石巡視南京四周防禦工事[1]:5685。

### 12月
- 12月1日——國民政府在重慶辦公，行政院電告各省、市政府，已移重慶辦公[1]:5686。
- 12月2日——蔣介石召集軍事長官滙報，先由外交部次長徐謨報告陶德曼從漢口到南京，下午5時見陶德曼[6]:260。
- 12月3日——蔣再度約見陶德曼，感謝德國政府努力斡旋，願意接受日本11月之條件為和談基礎：一、中國接受該條件議和；二、華北領土與主權獨立完整；三、德國自始至終調停；四、和談不涉及與第三國之協議[6]:261。
- 12月4日——蔣介石巡視南京周圍陣地，部署首都保衛戰[1]:5689。
- 12月6日——國民政府令：任命顧祝同兼江蘇全省保安司令、黃紹竑兼浙江全省保安司令、蔣作賓兼安徽全省保安司令、何成濬兼湖北全省保安司令、張治中兼湖南全省保安司令、吳鼎昌兼貴州全省保安司令，原兼江蘇省保安司令陳果夫、兼浙江省保安司令朱家驊、兼安徽省保安司令劉尚清，兼湖北省保安司令黃紹竑，兼湖南省保安司令何鍵，兼貴州省保安司令顧祝同均免兼職；國民政府明令褒揚殉國之第九軍軍長郝夢齡追贈陸軍上將，第五四五師師長劉家麒、第一九六旅旅長姜玉貞、獨立第五旅旅長鄭廷珍追贈陸軍中將[1]:5692-5693。
- 12月7日——蔣介石於凌晨飛離南京，移駐廬山[1]:5693。
- 12月13日——日軍傷亡達6千人，國軍除少數官兵突圍外，餘皆殉職[3]:113。日軍攻陷南京，日軍各師團開始南京大屠殺，進行集體屠殺，是日槍殺數萬人[1]:5700。日軍於南京城陷後，縱兵大掠，中國軍民死難者在30萬以上[3]:113。
- 12月14日——首都警衛軍副司令少將，12月12日奉南京衛戍司令長官唐生智之命，兼任首都警察廳長暨南京市長，率憲兵兩團掩護國軍大部隊由城內撤出，蕭山令部在南京城內與日軍返復衝殺，兵敗殉職，國民政府追贈為陸軍中將；「中華民國臨時政府」在北平成立，設議政、行政、司法三委員會，湯爾和為「立法委員會委員長」，王克敏、齊燮元、朱琛、王揖唐、董康、江朝宗、高凌霨為「行政委員會委員」，王克敏為「行政委員會委員長」，董康為「司法委員會委員長」，五色旗為「國旗」[1]:5701。
- 12月15日——日軍在南京集體屠殺中國徒手車民萬餘人，其中押往海軍魚雷營用機槍集體掃射9,000餘，在挹江門外姜家園南首用機槍射殺或縱火燒斃居民300餘人，在司法院難民所內外軍民2,000餘人，被日軍押至漢中門外用機槍射，並對已死或受傷者復用木柴、汽油焚燒[1]:5702。
- 12月16日——日軍從南京安全區搜捕數萬人綁赴煤炭港槍殺，將屍體拋入江中，中山北路華僑招待所有難民5,000餘人被押往下關中山碼頭槍殺；高凌霨任「天津市長」，江朝宗任「北平市長」[1]:5702-5703。
- 12月17日——國民政府令：甘肅省政府主席朱紹良現已到任，兼代甘肅省政府主席賀耀組免代；銓敍部長石瑛另有任用，免去本職，特任鈕永建為銓敍部長；至是日，南京安全區1,000名左右婦女遭日軍強姦[1]:5703-5704。
- 12月18日——蔣介石在南昌主持軍事會報會，決定封鎖馬當要塞；日軍將南京城郊難民及俘虜5.7餘人驅至下關草鞋峽用機槍掃射，又在下關南通路以北將軍人難民約300餘人集合用機槍掃射，城內大方巷難民區4,000餘人押至下關用機槍掃射，無人生還[1]:5704-5705。
- 12月20日——上午日軍在南京下關江橋口將中國軍民500餘人綁扎後以機槍射殺，是日起在南京城內有計劃縱火，所有消防設備遭劫掠[1]:5707。
- 12月21日——軍事委員會組設工廠遷移委員會，協助上海、武漢等地工廠遷往四川省[1]:5708。
- 12月23日——日軍攻陷杭州，國軍退守錢塘江南岸[3]:113。
- 12月27日——蔣介石主持召開國防最高會議，會上有人主張接受日本苛刻條件，與日本和談，蔣介石當即表明，「今日除投降外無和平，舍抗戰外無生存」[1]:5714。
- 12月30日——各戰區設黨政委員會，委員會主席由團區司令長官兼任，副主席由省政府主席兼任，下設秘書長一人，分黨務、𢽴府及國民軍訓三處[1]:5718。